# Atlas Fútbol Club
O Atlas Fútbol Club é um clube de futebol mexicano de Guadalajara, Jalisco, que atualmente disputa a Liga MX, equivalente a primeira divisão mexicana. O clube foi fundado no dia 15 de agosto de 1916 por alguns jovens que foram estudar na Inglaterra, onde aprenderam a praticar o futebol e planejavam voltar a praticá-lo. Suas cores são vermelho e preto, por isso o seu apelido "rojinegros". Desde 1960, o clube manda as suas partidas no Estádio Jalisco.
A origem de seu nome vem de um titã do mitologia grega Atlas, e segundo um de seus fundadores, Juan José "Lico" Cortina, comentou, "sentimo-nos o suporte do mundo".
É um dos clubes mais tradicionais do futebol mexicano, sendo o 3º clube com mais na Liga MX, atrás apenas do América e do Chivas Guadalajara, e vencendo 3 vezes a Liga (1950-51, Apertura 2021 e Clausura 2022). Além disso time venceu 4 títulos da extinta Copa México  e 5 títulos Campeón de Campeones.
O seu maior rival é o seu vizinho também de Guadalajara, o Chivas, com quem disputa o Clásico Tapatío, que é o clássico mais antigo futebol mexicano. Entre 1960 e 2010 ambos os clubes jogavam o Jalisco, mas após a inauguração do Estadio Akron em Zapopan, o Chivas passou a não mandar mais as suas partidas no estádio.

## História
O Atlas foi fundado em um bar em Guadalajara, México, onde alguns amigos relembraram sua experiência com o futebol enquanto estudavam no Ampleforth College em North Yorkshire, Inglaterra. Em agosto de 1916, Alfonso e Juan José "Lico" Cortina, Pedro "Perico" e Carlos Fernández del Valle, os três irmãos Orendain e Federico Collignon (que havia estudado em Berlim) finalmente decidiram montar um time de futebol. Eles escolheram o nome "Atlas", baseado no titã homônimo da mitologia grega, e escolheram o vermelho e o preto como cores do clube.
O primeiro título do clube foi a Copa MX em 1945-46, quando venceu o Atlante na final. No mesmo ano, venceu a supercopa (campeão da liga x campeão da copa) contra o Veracruz por 3 a 2. Quatro anos depois, o Atlas ganhou sua segunda Copa MX, na temporada 1949-50. No ano seguinte, na temporada 1950-51 da Primera División Mexicana, o Atlas conquistou seu primeiro título da liga, com doze vitórias em 22 partidas. No entanto, apenas dois anos depois, o Atlas foi rebaixado pela primeira vez após perder por 4 a 0 para o Tampico. Na temporada seguinte, porém, o Atlas retornou imediatamente à primeira divisão.
O Atlas teve uma temporada de ouro no final da década de 1990 sob o comando de Ricardo La Volpe, com jogadores promissores como Rafael Márquez, Daniel Osorno, Juan Pablo Rodríguez, Pável Pardo, Mario Méndez, Omar Briceño e Miguel Zepeda, mas, apesar de ter uma equipe com enorme talento e ter chegado à final do Verano 1999, não conseguiu conquistar o título e perdeu para o Deportivo Toluca em uma partida definida nos pênaltis após um empate de 5 a 5 no placar agregado e na prorrogação.
Em 2000, o Atlas participou da Copa Libertadores pela primeira vez. O time começou sua campanha em uma fase preliminar com grupos, na qual jogou contra o Club América, o Deportivo Táchira e o Deportivo Italchacao. Sua primeira partida foi uma derrota por 2 a 0 para o América, seguida de empates contra o Táchira e o Italchacao. No entanto, o time se recuperou e terminou em primeiro lugar no grupo depois de vencer o América por 6 a 3 e depois o Táchira, seguido de um empate contra o Italchacao. Como resultado, o Atlas conseguiu entrar na competição propriamente dita no grupo 4, ao lado de River Plate, Universidad de Chile e Atlético Nacional. O primeiro jogo do clube de Guadalajara foi em 23 de fevereiro, com um empate em 1 a 1 contra o River. A partida seguinte foi uma vitória por 3 a 2 contra o Atlético Nacional em Medellín. Em seguida, o clube empatou com o U. de Chile e perdeu para o River, seguido de uma goleada de 5 a 1 sobre o Nacional, campeão colombiano, mas uma derrota na partida final contra o U. de Chile em Santiago. Embora o Atlas tenha terminado empatado com a U. de Chile em pontos, um saldo de gols melhor o classificaria. Nas oitavas de final, o clube mexicano derrotou o Junior Barranquilla, da Colômbia, por 5 a 1 no placar agregado, e chegou às quartas de final, onde sua campanha terminou com duas derrotas para o vice-campeão Palmeiras e foi eliminado por 5 a 2 no placar agregado.
Em 2008, o Atlas fez sua segunda participação na Copa Libertadores. Sua campanha começou com um torneio classificatório chamado InterLiga, no qual enfrentou o Toluca, o Morelia e o América. No final da InterLiga, eles estavam empatados em pontos e saldo de gols com o Toluca, então um sorteio decidiu quem passaria para a próxima rodada. O Atlas venceu o sorteio e avançou para a primeira fase, onde derrotou o clube boliviano La Paz por 2 a 1 no placar agregado. Na fase de grupos com Boca Juniors, Colo-Colo e Maracaibo, o Atlas terminou em primeiro lugar com onze pontos, incluindo vitórias notáveis contra o Boca Juniors e o Colo-Colo. Nas oitavas de final, eliminou o Lanús por 3 a 2 no placar agregado. Nas quartas de final, o time enfrentou novamente o Boca Juniors. No jogo de ida, disputado em Buenos Aires, o Atlas empatou em 2 a 2, mas no jogo de volta, em Guadalajara, o Boca venceu por 3 a 0 e eliminou o clube.
O Atlas se classificou para a Copa Libertadores de 2015 depois de terminar em segundo lugar na tabela do Apertura de 2014. A equipe era dirigida por Tomás Boy e foi classificada na fase de grupos com Independiente Santa Fe, Atlético Mineiro e Colo-Colo. Em sua primeira partida, a equipe perdeu por 1 a 0 para o Santa Fé, mas na segunda partida obteve uma vitória histórica por 1 a 0 contra o Atlético Mineiro no Brasil, que encerrou uma série invicta de 37 anos do clube em casa na Copa Libertadores. Mais tarde, o Atlas venceu o Atlético novamente em casa, mas saiu da competição com o último lugar no grupo e uma derrota para o Santa Fe em Bogotá.
No dia 12 de dezembro de 2021, o Atlas encerrou uma seca de títulos de 70 anos ao derrotar o Club León no Estádio Jalisco nos pênaltis por 4 a 3 e conquistar seu segundo título da liga.
Em 5 de março de 2022, durante uma partida entre o Atlas e o Querétaro no estádio do Querétaro, houve um tumulto entre os torcedores que assistiam à partida. Vídeos postados nas mídias sociais mostraram grupos de homens espancando, chutando, arrastando e despindo as vítimas. De acordo com a agência de proteção civil do estado de Querétaro, pelo menos 22 homens ficaram feridos. A Liga MX sancionou o Atlas proibindo os barras afiliados ao Atlas de assistir aos jogos em casa por até seis meses em resposta aos tumultos.
O Atlas ganhou seu terceiro campeonato em 29 de maio de 2022 contra o Pachuca. No jogo de ida, em 26 de maio, o Atlas derrotou o Pachuca no Estadio Jalisco por 2 a 0 e, embora tenha perdido o jogo de volta por 2 a 1, venceu por 3 a 2 no placar agregado, tornando-se apenas o terceiro time na história da liga a conquistar títulos consecutivos.

## Estádio Jalisco

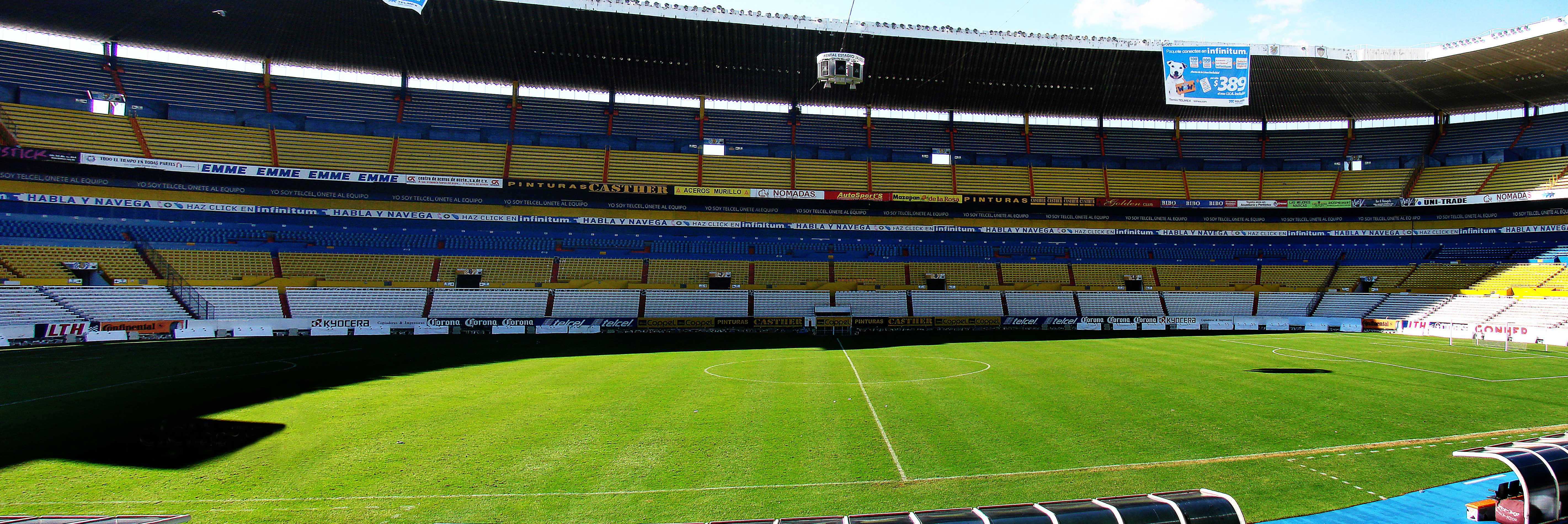
Imagem do Estádio Jalisco

O Atlas joga atualmente no Estádio Jalisco, que é o terceiro maior estádio do México e foi construído em 31 de janeiro de 1960. É um local que já foi palco de partidas e equipes históricas, incluindo o Brasil de Pelé em 1970. No total, foi sede de 8 jogos na Copa do Mundo da FIFA de 1970, 6 dos quais eram da fase de grupos e dois eram das quartas e semifinais. Posteriormente, o estádio foi novamente sede de 9 jogos na Copa do Mundo de 1986, 6 dos quais foram jogos da fase de grupos, 1 das oitavas de final e os últimos 2 das quartas e semifinais.

## Torcedores e rivalidade
Os torcedores do Atlas são conhecidos coletivamente como La Fiel (A Fiel), enquanto La Barra 51 é o principal grupo de torcedores organizados. O nome de La Barra 51 lembra o primeiro campeonato do Atlas na Primera División de México em 1951. Devido ao desempenho problemático da equipe, La Fiel ganhou seu nome, apoiando a equipe por 70 anos sem grandes conquistas.

### Clássico Tapatío
O grande rival do Atlas é o CD Guadalajara, conhecido como Chivas. O clássico é conhecido como Clássico Tapatío e é considerado o clássico de futebol mais antigo do México, datado em 1916. A primeira partida entre as duas equipes foi um amistoso realizado logo após a fundação do Atlas, que terminou em 0 a 0. A primeira partida competitiva entre os dois times ocorreu em 1917, no "Torneo de Primavera", que se traduz em inglês como "Tournament of Spring". O Atlas saiu vitorioso dessa vez, vencendo por 2 a 1. No entanto, o jogo gerou polêmica quando o Chivas reclamou da má atuação da arbitragem. O Chivas ficou tão irritado com o resultado que se recusou a participar do próximo torneio da Liga Amadora de Jalisco de 1917-18, a menos que o presidente da arbitragem, Justo García Godoy, renunciasse ao cargo.
No entanto, o Chivas é o mais vitorioso nos clássicos de Guadalajara, tendo vencido 16 dos 35 jogos competitivos que as duas equipes disputaram. O Atlas venceu apenas 9 e as equipes empataram 8 vezes.

## Academia de Jovens
O Atlas é conhecido por ter uma academia de jovens bem sucedida. Nas últimas décadas, o Atlas formou muitos jogadores que acabaram tendo carreiras profissionais a nível nacional e internacional. Muitos jovens jogadores entram na academia de jovens do Atlas sabendo que terão uma forte possibilidade de jogar com a equipa principal, devido à filosofia do clube de dar aos jovens jogadores a oportunidade de serem promovidos à equipe principal. Embora o Atlas só tenha vencido o campeonato da liga três vezes, a sua academia é famosa por ter formado jogadores para a Seleção Mexicana de Futebol nas últimas décadas, como Jared Borgetti, Daniel Osorno, José de Jesús Corona, Pável Pardo, Oswaldo Sánchez, Rafael Márquez, Juan Carlos Medina, Jorge Hernández, Mario Méndez, Miguel Zepeda, Juan Pablo Rodríguez, Juan Pablo García, Joel Herrera, Jorge Torres Nilo, Edgar Ivan Pacheco, Andrés Guardado, Jeremy Márquez, Diego Barbosa e muitos outros. As divisões inferiores de juniores do clube alcançaram muitos títulos a nível nacional e internacional.

## Títulos
| Nacionais | Nacionais            | Nacionais | Nacionais                                    |
|           | Competição           | Títulos   | Temporadas                                   |
| --------- | -------------------- | --------- | -------------------------------------------- |
| México    | Campeonato Mexicano  | 3         | 1950-51, 2021-A e 2022-C                     |
| México    | Copa do México       | 4         | 1945-46, 1949-50, 1961-62 e 1967-68          |
| México    | Campeón de Campeones | 5         | 1945-46, 1949-50, 1961-62, 1967-68 e 2022    |
| México    | Liga Occidental      | 5         | 1917-18, 1918-19, 1919-20, 1920-21 e 1935-36 |
| México    | 2ª Divisão do México | 3         | 1954-55, 1971-72 e 1978-79                   |

LEGENDAS:
(A): Torneio Apertura
(C): Torneio Clausura

## Campanhas de destaque
- Campeonato Mexicano de Futebol: 2° lugar: 1948-49, 1965-66, 1998-99 (Verano)
- InterLiga: 2º lugar: 2008 ; 3º lugar: 2004
- Copa Libertadores da América: Quartas-de-Final: 2000 e 2008
- Campeones Cup: 2º lugar: 2022

## Elenco atual
Atualizado em 26 de setembro de 2023.[carece de fontes?]
Legenda
- : Capitão
- : Jogador suspenso
- : Jogador lesionado

## Treinadores
- Javier Valdivieso (1943–44)
- Eduardo Valdatti (1944–54)
- Raúl Leguizamón (1954–56)
- Felipe Zetter (1956–58)
- Jorge Marik (1958–60)
- Eduardo Valdatti (1960–61)
- Bauer (1961–63)
- Enrique Álvarez Vega (1963–64)
- Javier Novello (1964–66)
- Árpád Fekete (1966–67)
- Javier Novello (1967)
- José Gómez (1968)
- Ney Blanco de Oliveira (1968–69)
- Enrique Álvarez Vega (1969–70)
- Árpád Fekete (1970–71)
- Alfredo Torres (1971–74)
- Iugoslávia Miloš Milutinović (1975–76)
- Alfredo Torres (1976–77)
- Odilón Mireles (1977)
- Claudio Lostasau (1978)
- Alfredo Torres (1978–80)
- Alfonso Portugal (1980–81)
- José Antonio Roca (1 de julho de 1981 – 30 de junho de 1982)
- Árpád Fekete (1982–83)
- Ernesto Cisneros (1983–84)
- Alfredo Torres (1984–86)
- Waldemar Wasilewski (1986–87)
- Carlos Reinoso (1987–88)
- José Luis Real (1988–89)
- Luis Garisto (1989–92)
- Pedro García Barros (1992)
- Mario Zanabria (1 de julho de 1992 – 30 de junho de 1993)
- Marcelo Bielsa (1 de julho de 1993 – 29 de janeiro de 1995)
- Javier Torrente (29 de janeiro de 1995- 3 de fevereiro de 1995)
- Efraín Flores (interino) (3 de fevereiro de 1995 – 30 de junho de 1995)
- Eduardo Solari (1 de julho de 1995- 28 de junho de 1996)
- Efraín Flores (1 de julho de 1996 – 9 de março de 1997)
- Ricardo La Volpe (1 de julho de 1997 – 30 de junho de 2001)
- Efraín Flores (22 de setembro de 2001 – 31 de dezembro de 2001)
- Enrique Meza (1 de janeiro de 2002 – 29 de setembro de 2002)
- Fernando Quirarte (3 de outubro de 2002 – 16 de setembro de 2003)
- Sergio Bueno (19 de setembro de 2003 – 17 de abril de 2005)
- Daniel Guzmán (1 de julho de 2005 – 30 de abril de 2006)
- Rubén Romano (1 de julho de 2006 – 18 de setembro de 2007)
- Jorge Castañeda (interino) (21 de setembro de 2007 – 23 de setembro de 2007)
- Tomás Boy (28 de setembro de 2007 – 31 de dezembro de 2007)
- Miguel Ángel Brindisi (6 de janeiro de 2008 – 4 de setembro de 2008)
- Darío Franco (5 de setembro de 2008 – 26 de janeiro de 2009)
- Ricardo La Volpe (28 de janeiro de 2009 – 1 de janeiro de 2010)
- Carlos Ischia (1 de janeiro de 2010 – 23 de agosto de 2010)
- José Luis Mata (interino) (24 de agosto de 2010 – 17 de outubro de 2010)
- Benjamín Galindo (24 de agosto de 2010 – 30 de junho de 2011)
- Rubén Romano (1 de julho de 2011 – 22 de setembro de 2011)
- Juan Carlos Chávez (22 de setembro de 2011 – 27 de agosto de 2012)
- Tomás Boy (29 de agosto de 2012 – 30 de junho de 2013)
- Omar Asad (1 de julho de 2013 – 16 de outubro de 2013)
- José Luis Mata (17 de outubro de 13 – 10 de novembro de 2013)
- Tomás Boy (6 de dezembro de 2013 – 17 de maio de 2015)
- Gustavo Matosas (30 de maio de 2015 – 3 de dezembro de 2015)
- Gustavo Costas (10 de dezembro de 2015 – 21 de maio de 2016)
- Jose Guadalupe Cruz (17 de junho de 2016 – 15 de janeiro de 2018)
- Gerardo Espinoza (15 de janeiro de 2018 – 25 de janeiro de 2018)
- Rubén Romano (25 de janeiro de 2018 – 19 de março de 2018)
- Gerardo Espinoza (19 de março de 2018 – 3 de setembro de 2018)
- Ángel Guillermo Hoyos (11 de setembro de 2018 – 9 de março de 2019)
- Leandro Cufré (11 de março de 2019 – 29 de janeiro de 2020)
- Rafael Puente Jr. (30 de janeiro de 2020 – 10 de agosto de 2020)
- Diego Cocca (11 de agosto de 2020 – 1 de outubro de 2022)
- Benjamín Mora (6 de outubro de 2022 – presente)